# Associazione Calcio Vicenza 1928-1929
Questa voce raccoglie le informazioni riguardanti il Associazione Calcio Vicenza nelle competizioni ufficiali della stagione 1928-1929.

## Stagione
In questa stagione il Vicenza si piazzò terzo a tre punti dalla capolista Clarense che fu promossa in Prima Divisione.

## Rosa
| N. |                   | Ruolo | Calciatore         |
| -- | ----------------- | ----- | ------------------ |
|    | Italia (bandiera) | P     | Umberto Costa      |
|    | Italia (bandiera) | P     | Umberto Griggio    |
|    | Italia (bandiera) | P     | Neri Mendo         |
|    | Italia (bandiera) | P     | Italo Quaggiotto   |
|    | Italia (bandiera) | P     | Silla Romanzini    |
|    | Italia (bandiera) | D     | Tullio Capraro     |
|    | Italia (bandiera) | D     | Mirko Girardi      |
|    | Italia (bandiera) | D     | Tiziano Morando    |
|    | Italia (bandiera) | C     | Mario Beria        |
|    | Italia (bandiera) | C     | Elione Ellero      |
|    | Italia (bandiera) | C     | Alfredo Gianesello |
|    | Italia (bandiera) | C     | Gaetano Griggio    |

| N. |                   | Ruolo | Calciatore        |
| -- | ----------------- | ----- | ----------------- |
|    | Italia (bandiera) | C     | Bruno Magagnin    |
|    | Italia (bandiera) | C     | Marcellino        |
|    | Italia (bandiera) | C     | Giovanni Monti    |
|    | Italia (bandiera) | C     | Benvenuto Ronzani |
|    | Italia (bandiera) | C     | Mario Zamunaro    |
|    | Italia (bandiera) | A     | Giobatta Bertoldi |
|    | Italia (bandiera) | A     | Ercole Bertolotti |
|    | Italia (bandiera) | A     | Cesare Bianchetto |
|    | Italia (bandiera) | A     | Gastone Ongaro    |
|    | Italia (bandiera) | A     | Renzo Pedezzi     |
|    | Italia (bandiera) | A     | Pietro Spinato    |
|    | Italia (bandiera) | A     | Giovanni Tognato  |